# Tistou – A zöld hüvelykujjak
A Tistou – A zöld hüvelykujjak (チスト　みどりのおやゆび; Tisztó midori no ojajubi; Hepburn: Tistou midori no oyayubi; francia címén Tistou les pouces verts) 1990-ben bemutatott japán–francia animációs film, amelyet a Production I.G készített Tanno Júdzsi rendezésében. A film Maurice Druon Tistou és a virágok című műve alapján készült.
Japánban 1990. március 24-én mutatták be. Magyarországon a TV-2 1993. december 30-án vetítette, majd megismételte 1994. május 23-án, később 1995-ben jelent meg VHS-en a Mokép forgalmazásában. DVD-n 2011. november 8-án adta ki az Etalon Film Tistou: Az angyalgyermek címmel.

## Cselekmény
Tistou gazdag arisztokrata családba születik Bárholvárosban és egy nap ő fogja örökölni a birtokot és apja fegyvergyárát. Azonban Tistou más mint a többi gyerek, az iskolában képtelen figyelni és mindig végigalussza az órákat. Mikor kirakják, apja úgy dönt, hogy speciális neveléssel, közvetlenül gyakorlatban taníttatja meg gyermekével azt, amit örököseként tudnia kell. Az első ilyen tanítási napján a növények ültetését tanulja meg Bajusz Úrnál, a kertésznél. Tistou megtölti a cserepeket földdel és hüvelykujjával lyukat fúr a magoknak, majd félrerakja őket. Néhány pillanat múlva, azonban színpompás virágok nőnek ki a cserepekből. Bajusz Úr elárulja a fiúnak, hogy ez azért történt, mert rendelkezik a „zöld hüvelykujjal”, így ha megérinti a kikeletlen magvakat rejtő talajt vagy repedéseket a falban, akkor a magvakból szinte azonnal kihajtanak a virágok. Tistou és Bajusz Úr megtartják titkukat.
Másnap Tistou a városi börtönt nézi meg, ahol megsajnálja a rabokat, mert nem boldogok, azért éjszaka kilopakodik és végigérinti a börtön falát „zöld” hüvelykujjával. Reggelre virágok borítják be a börtönt. Ugyanezt teszi a város nyomornegyedével, az állatkerttel és a kórházzal is. Bár a város vezetése nem örül a megmagyarázhatatlan virágtengernek, de Tistou apja védekezik, hogy számos pozitív hatással járt: nem szöknek a rabok, a nyomornegyed fejlődésnek indult, az állatkerti állatok boldogok, a kórházi betegek pedig visszanyerték reményüket és javasolja, hogy legyen a város neve Bárhol-virágváros.
Hamarosan azonban kitör a háború az ess nekik és az üldöztök között, és a fegyvergyár mindkét harcoló fél számára szállít fegyvereket, Tistou háborúellenességét kiváltva. Az összecsapáskor azonban Tistou-nak köszönhetően a lövedékek helyett virágok repülnek ki az ágyúkból, így senki sem sérül meg. A fegyvergyár viszont tönkremegy és Tistou bevallja, hogy ő áll minden hátterében. Tistou apja végül úgy dönt, hogy virággyárrá változtatja fegyvergyárát. Bajusz Úr azonban közben meghal, s miután Tistou virágba borította sírját, viráglétrát növeszt, hogy azon lejöhessen a mennyből. Mivel ez nem történik meg, Tistou maga indul fel az égbe, s ebben pónilova sem tudja megakadályozni. Mikor Tistou újra találkozik Bajusz Úrral, ő és a viráglétra is eltűnik, s egy üzenet jelenik meg virágokból a réten, miszerint Tistou egy angyal volt.

## Szereplők
- Tistou – Szalay Csongor
- Bajusz Úr – Joó László
- Papa Úr, Tistou apja – Jakab Csaba
- Tistou anyja – Ősi Ildikó
- Carlos Úr – Palóczy Frigyes
- gyárigazgató – Várkonyi András
- kislány – Csondor Kata
- doktor – ?
- tanár – Felföldi László
- Ugriló, a póni – ?
- néni – Zsurzs Kati

## Filmzene
A japán változatban a film elején és végén hallható Siavasze no micu no tobira (幸せの三つの扉; Hepburn: Shiawase no mitsu no tobira) című számot Iizava Kendzsi adja elő. A film zenéjét Jean-Michel Hervé komponálta, a francia változat zenei anyagát Marc Ferriére szerezte.